# Ledanca
Ledanca település Spanyolországban, Guadalajara tartományban. Ledanca Argecilla, Brihuega, Gajanejos, Utande, Villanueva de Argecilla és Jadraque községekkel határos. Lakosainak száma 99 fő (2024).

## Népesség
A település népessége az utóbbi években az alábbiak szerint változott:
| Lakosok száma | 131  | 120  | 119  | 99   | 119  | 107  | 110  | 98   | 113  | 99   |
|               | 2001 | 2004 | 2006 | 2009 | 2011 | 2014 | 2016 | 2019 | 2021 | 2024 |